# Кер, Гюнтер
Гюнтер Кер (нем. Günter Kehr; 16 марта 1920, Дармштадт — 22 сентября 1989, Майнц) — немецкий скрипач, дирижёр и музыкальный педагог.
Учился игре на скрипке у Германа Цитцмана и Альмы Муди, изучал также музыковедение в Берлине, в 1941 году защитил докторскую диссертацию «Исследования скрипичной техники на рубеже XVIII века» (нем. Untersuchungen zur Violintechnik um die Wende des 18. Jahrhunderts).
Выступал как ансамблист, с 1948 г. во главе струнного трио Кера (в разные годы в составе трио играли Георг Шмид и Фолькер Давид Кирхнер). Гастролировал в составе трио по всему миру, вплоть до Ирана (1965). Стабильно выступал в дуэте с пианисткой Жаклин Эймар.
В 1955 г. основал и возглавил Майнцский камерный оркестр, которым руководил до конца жизни. Записал с оркестром все симфонии В. А. Моцарта, Бранденбургские концерты И. С. Баха, произведения Пьетро Локателли, И. Ф. Фаша и других авторов XVIII века. В оркестре играла на флейте жена Кера Ренате Кер, в дальнейшем возглавившая коллектив.
В 1953—1961 гг. директор Майнцской консерватории, затем до 1985 г. профессор камерного ансамбля в Кёльнской консерватории.